# Chinese Super League (2008)
Rozgrywki 2008 były 5. sezonem w historii profesjonalnej Super League. Tytułu mistrzowskiego broniło Changchun Yatai. Sezon toczył się systemem kołowym. Udział w nim wzięło czternaście najlepszych zespołów z poprzednich rozgrywek i dwie drużyny, które awansowały z China League One. Po sezonie z ligi spadły zespoły Wuhan Optics Valley i Liaoning Whowin. Mistrzostwo zdobyła drużyna Shandong Luneng Taishan.

## Zespoły
| Uczestnicy poprzedniej edycji                                                                                 | Uczestnicy poprzedniej edycji | Uczestnicy poprzedniej edycji | Uczestnicy poprzedniej edycji |
| --- | ----------------------------- | ----------------------------- | ----------------------------- |
| GUO | Beijing Guo’an                |                               |                               |
| YAT | Changchun Yatai               |                               |                               |
| GIN | Changsha Ginde                |                               |                               |
| DAL | Dalian Shide                  |                               |                               |
| HGR | Hangzhou Greentown            |                               |                               |
| HEN | Henan Jianye                  |                               |                               |
| LZH | Liaoning Whowin               |                               |                               |
| QIN | Qingdao Jonoon                |                               |                               |
| SBC | Shaanxi Baorong Chanba        |                               |                               |
| SLT | Shandong Luneng Taishan       |                               |                               |
| SSH | Shanghai Shenhua              |                               |                               |
| SHE | Shenzhen Ruby                 |                               |                               |
| TED | Tianjin Teda                  |                               |                               |
| WUH | Wuhan Optics Valley           |                               |                               |
| Awans z China League One 2007                                                                                 |                               |                               |                               |
| BLA | Chengdu Blades                |                               |                               |
| GZE | Guangzhou Evergrande          |                               |                               |
| Oznaczenia: - kolumna pierwsza – skróty nazw drużyn, - kolumna trzecia – miejsce zajęte w poprzednim sezonie. |                               |                               |                               |

Inter Shanghai zmienił nazwę na Shaanxi Baorong Chanba

## Tabela
| Lp. | Drużyna                     | M  | Z  | R  | P  | Bramki | Bramki | Różn. | Pkt | Uwagi                                      | Bezpośrednio |
| --- | --------------------------- | -- | -- | -- | -- | ------ | ------ | ----- | --- | ------------------------------------------ | ------------ |
| 1   | Shandong Luneng Taishan (M) | 30 | 18 | 9  | 3  | 54     | 25     | +29   | 63  | Liga Mistrzów AFC • Faza grupowa           |              |
| 2   | Shanghai Shenhua            | 30 | 17 | 10 | 3  | 58     | 29     | +29   | 61  | Liga Mistrzów AFC • Faza grupowa           |              |
| 3   | Beijing Guo’an              | 30 | 16 | 10 | 4  | 44     | 27     | +17   | 58  | Liga Mistrzów AFC • Faza grupowa           |              |
| 4   | Tianjin Teda                | 30 | 16 | 9  | 5  | 54     | 29     | +25   | 57  | Liga Mistrzów AFC • Faza grupowa           |              |
| 5   | Shaanxi Baorong Chanba      | 30 | 15 | 7  | 8  | 41     | 29     | +12   | 52  |                                            |              |
| 6   | Changchun Yatai             | 30 | 12 | 9  | 9  | 53     | 45     | +8    | 45  |                                            |              |
| 7   | Guangzhou Evergrande        | 30 | 10 | 10 | 10 | 41     | 42     | −1    | 40  |                                            |              |
| 8   | Qingdao Jonoon              | 30 | 10 | 9  | 11 | 39     | 36     | +3    | 39  | Qingdao: 6 pkt., 4-1 Hangzhou: 0 pkt., 1-4 |              |
| 9   | Hangzhou Greentown          | 30 | 9  | 12 | 9  | 38     | 32     | +6    | 39  | Qingdao: 6 pkt., 4-1 Hangzhou: 0 pkt., 1-4 |              |
| 10  | Henan Jianye                | 30 | 9  | 9  | 12 | 30     | 31     | −1    | 36  |                                            |              |
| 11  | Changsha Ginde              | 30 | 7  | 13 | 10 | 28     | 36     | −8    | 34  |                                            |              |
| 12  | Shenzhen Ruby               | 30 | 8  | 9  | 13 | 35     | 34     | +1    | 33  |                                            |              |
| 13  | Chengdu Blades              | 30 | 7  | 11 | 12 | 30     | 37     | −7    | 32  |                                            |              |
| 14  | Dalian Shide                | 30 | 6  | 12 | 12 | 30     | 40     | −10   | 30  |                                            |              |
| 15  | Liaoning Whowin (S)         | 30 | 6  | 9  | 15 | 34     | 47     | −13   | 27  | Spadek do China League One                 |              |
| 16  | Wuhan Optics Valley1 (S)    | 30 | 0  | 0  | 30 | 0      | 90     | −90   | 0   | Drużyna wycofana                           |              |

## Stadiony
| Zespół                  | Stadion                                                 | Miasto    | Pojemność       |
| ----------------------- | ------------------------------------------------------- | --------- | --------------- |
| Beijing Guo’an          | Stadion Robotniczy                                      | Pekin     | 70 161          |
| Changchun Yatai         | Development Area Stadium                                | Changchun | 25 000          |
| Changsha Ginde          | Stadion Yuexiushan                                      | Kanton    | 35 000          |
| Chengdu Blades          | Chengdu Sports Centre                                   | Chengdu   | 25 000          |
| Dalian Shide            | Jinzhou Stadium                                         | Dalian    | 30 776          |
| Guangzhou Evergrande    | Tianhe Stadium                                          | Kanton    | 60 000          |
| Hangzhou Greentown      | Yellow Dragon Stadium                                   | Hangzhou  | 52 357          |
| Henan Jianye            | Zhengzhou Hanghai Stadium                               | Zhengzhou | 30 000          |
| Shaanxi Baorong Chanba  | Beijing Fengtai Stadium                                 | Pekin     | 31 043          |
| Liaoning Whowin         | Stadion Olimpijski                                      | Shenyang  | 60 000          |
| Qingdao Jonoon          | Qingdao Tiantai Stadium                                 | Qingdao   | 20 525          |
| Shandong Luneng Taishan | Jinan Olympic Sports Center Stadium                     | Jinan     | 60 000          |
| Shanghai Shenhua        | Yuanshen Sports Centre Stadium                          | Szanghaj  | 20 000          |
| Shenzhen Ruby           | Stadion Shenzhen                                        | Shenzhen  | 33 000          |
| Tianjin Teda            | Tianjin Olympic Center Stadium                          | Tiencin   | 60 000          |
| Wuhan Optics Valley     | Xinhua Road Sports Center / Wuhan Sports Center Stadium | Wuhan     | 32 000 / 52 357 |

## Najlepsi strzelcy
| Poz. | Zawodnik           | Zespół                  | Bramki |
| ---- | ------------------ | ----------------------- | ------ |
| 1    | Éber Luís          | Tianjin Teda            | 14     |
| 2    | Johnson Macaba     | Shenzhen Ruby           | 13     |
| 3    | Luis Ramírez       | Guangzhou Evergrande    | 12     |
| 3    | Emmanuel Olisadebe | Henan Jianye            | 12     |
| 5    | Du Zhenyu          | Changchun Yatai         | 10     |
| 5    | Valdo              | Hangzhou Greentown      | 10     |
| 7    | Cao Tianbao        | Changchun Yatai         | 9      |
| 7    | Dah Zadi           | Changchun Yatai         | 9      |
| 7    | Hamilton Ricard    | Shanghai Shenhua        | 9      |
| 10   | Han Peng           | Shandong Luneng Taishan | 8      |
| 10   | Miljan Mrdaković   | Shandong Luneng Taishan | 8      |
| 10   | Gao Lin            | Shanghai Shenhua        | 8      |
| 10   | Emil Martínez      | Shanghai Shenhua        | 8      |
| 10   | Vicente            | Shaanxi Baorong Chanba  | 8      |

## Frekwencja
- Średnia frekwencja w sezonie: 13 444